# 植村なおみ
植村 なおみ（うえむら なおみ、1966年12月27日 - ）は、日本のフリーアナウンサー、CM・動画プロデューサー。

## 来歴
東京都千代田区御茶ノ水の病院で生まれる。同練馬区出身。東京学芸大学教育学部附属高等学校、1989年3月、上智大学文学部哲学科卒業。父は植物図鑑など、複数の著作を持ち「日本ベゴニア協会」を設立した植村猶行。そのため、ベゴニアにはなおみの名から取られた「根茎性ベゴニア ナオミアエ」がある。
1989年4月、読売テレビに入社。読売テレビの定期採用での女性アナウンサー第一号となる。
同年、民間放送最後の『ゆく年くる年』では清水寺から振袖姿で中継を担当する。
1990年から『おもしろサンデー』『中村敦夫のザ サンデー』にレギュラー出演。
1992年より、『おはようニュースマガジン』を担当。1993年の秋から『ザ・ワイド』の司会を羽川英樹と共に務める。曜日担当コーナーを持ち、様々な現場からリポート。
阪神・淡路大震災発災時は当時居住していた、兵庫県芦屋市の自宅で被災し、その後被災状況のリポートを実施。涙ながらに語るシーンが全国放送され、話題となり、数多くの雑誌・週刊誌のコラムなどで取り上げられる。
1996年から2004年秋まで読売テレビ制作の『ニューススクランブル』で女性キャスターを務めた。同時間帯の視聴率最下位で始まった同番組は、その後1998年から2003年まで年度平均視聴率で5年連続のトップとなり、読売テレビ報道局長賞を受賞している。
2006年からは『情報ライブ ミヤネ屋』で火曜日MCを、その後リポーター、ニュースコーナーを担当した。
2010年7月付人事にて、同局編成局東京制作センターへ異動となり、東京支社宣伝部とアナウンス部兼務の業務体制となり、副部長に昇進。2012年6月の人事で読売テレビ本社のアナウンス部、副部長に戻る。
2013年から4年間（年2コマ）、神戸女子短期大学で「日本語」の授業を担当。内容は地元・神戸のスイーツを使った食レポを授業に取り入れ表現力を高めるなど、非常に実践的なものだった。そのほか立命館大学では「マスコミ論」を、龍谷大学政策学部では「伝えること。社会への影響力」などの授業を担当した。これらも報道の現場での体験を生かした実践的なものだった。
読売テレビでは、女性アナウンサーとして初の（植村は定期採用の女性アナウンサー第1号であるため、キャリアの全てが「女性初」である）アナウンサー新人研修を約20年にわたって担当。発声練習から中継リポートの基礎、ニュースでの「初鳴き」（いわゆるニュースデビュー）、現場での立居振る舞いまで細かく指導した。また、採用についても10年以上にわたって担当し、面接した学生は数千人に及ぶ。退職時においてアナウンス部に在籍しているアナウンサーの３分の１以上の採用に携わっている。
『NNNストレイトニュース』関西ローカルパートの2017年6月4日放送分を最後に、同日付でアナウンス業から退き、同年7月人事にて、コンテンツビジネスセンターに異動し、番組制作業務に従事。2020年7月人事にて、コンプライアンス推進室に異動。
2021年6月末日をもって読売テレビ放送株式会社を退職し、フリーランスのアナウンサー、プロデューサーとなった。
2022年からはYouTube CMプロデューサー、映像プロデューサーとしても活動。制作兼出演者として企業CMやイベントなどでの映像制作にも携わっている。また、読売新聞主催のシンポジウム、クラウドファンディングプロジェクト「PAX MUNDI CONCERT FOR UKRAINE 〜芸術で世界に平和を届けるコンサート〜」などではアナウンサーとしての経験を生かして司会進行やナビゲーターを務めるなど、フリーランスとして司会業も継続している。

## 出演

### テレビ番組
- おはようニュースマガジン
- ニューススクランブル
- ザ・ワイド
- 投稿!特ホウ王国（大阪担当リポーター）
- おもしろサンデー
- THE・サンデー
- 極上の散歩道
- 情報ライブ ミヤネ屋（火曜担当MC、リポーター）
- リーダース愛
- マルバレ!
- あさパラ!
- サンデー・ドクター
- かんさい情報ネットten!（ナレーション担当）
- 示談交渉人 ゴタ消し（宣伝担当）
- にけつッ!!（宣伝担当）
- 秘密諜報員 エリカ（宣伝担当）
- 秘密のケンミンSHOW（宣伝担当）
- 宇宙兄弟（宣伝担当）
- たぶらかし-代行女優業・マキ-（宣伝担当）
- NNN各種ローカルニュースパート（『NNNストレイトニュース』、『news every.サタデー』など不定期で担当）

### 映画
- ゴジラvsデストロイア（1995年公開） - リポーター 役[3]
- 神☆ヴォイス（2011年公開） - イベントMC 役

### YouTubeなど
- タイガー魔法瓶2022年おすすめ紹介（企画・制作・出演）

- 桝屋髙尾 / Masuyatakao（「西陣の老舗帯匠」のYouTubeチャンネル。2022年〜）
- コードレスでいこか（非定期出演、2022年〜）
- 全日本学生馬術連盟（#1 馬術って何？、#2 学生馬術界のスター、#3 ウマ仕事～馬とともに、支える人々～）

## 制作

### テレビ番組
- キューン!（チーフプロデューサー）
- ytvアナウンサー向上委員会 ギューン↑（チーフプロデューサー）

### YouTubeなど
- 東京都『あじわいフェスタ』（制作）

## 司会、MC
- 宮廷のクリスマスコンサート（いずみホール。2021、2022）
- バルマスケ〜仮面舞踏会（大阪市中央公会堂。2022）
- PAX MUNDI CONCERT FOR UKRAINE 〜芸術で世界に平和を届けるコンサート〜（京都国際会館。2022）
- 読売SDGsフォーラム2022　みどりによる都市の価値向上　〜未来を創るみどりの経済効果〜

## 執筆
- うめきた外庭SQUARE「MIDORISM」（コラム）

## 受賞歴
- 「NNN系列　ニュース大賞」　ニュース大賞、ベストキャスター賞（2002年）
- 第24回NNSアナウンス優秀賞　テレビ部門（2003年）